# Helge Axelsson Johnson
Helge Axelsson Johnson, ibland kallad Helge Ax:son Johnson, näst äldste son till Axel Johnson, född 22 juni 1878, död 10 juli 1941, var en svensk industriman och konstmecenat.

## Biografi
Helge Ax:son Johnson studerade efter studentexamen två år vid Schartaus Handelsinstitut i Stockholm och studerade därefter praktisk kolbrytning i England där han också arbetade på ett företag i Kingston upon Hull.
Han arbetade under några år på faderns företag och blev 1902 styrelsemedlem i Rederi AB Nordstjernan. 1905 blev han delägare i Axel Johnson & Co. Efter faderns död 1910 lämnade Helge företaget 1913 för att därefter ägna sig åt egen affärsverksamhet.
I början av 1910-talet förvärvade han flera stora gods på Södertörn, bland andra Berga i Västerhaninge socken 1912, där han även uppförde Berga slott, ritat av Torben Grut, som stod färdigt 1915. Året innan köpte han det tidigare fideikommisset Näringsberg. Hans plan var att skapa en stor jaktpark av båda egendomarna. 

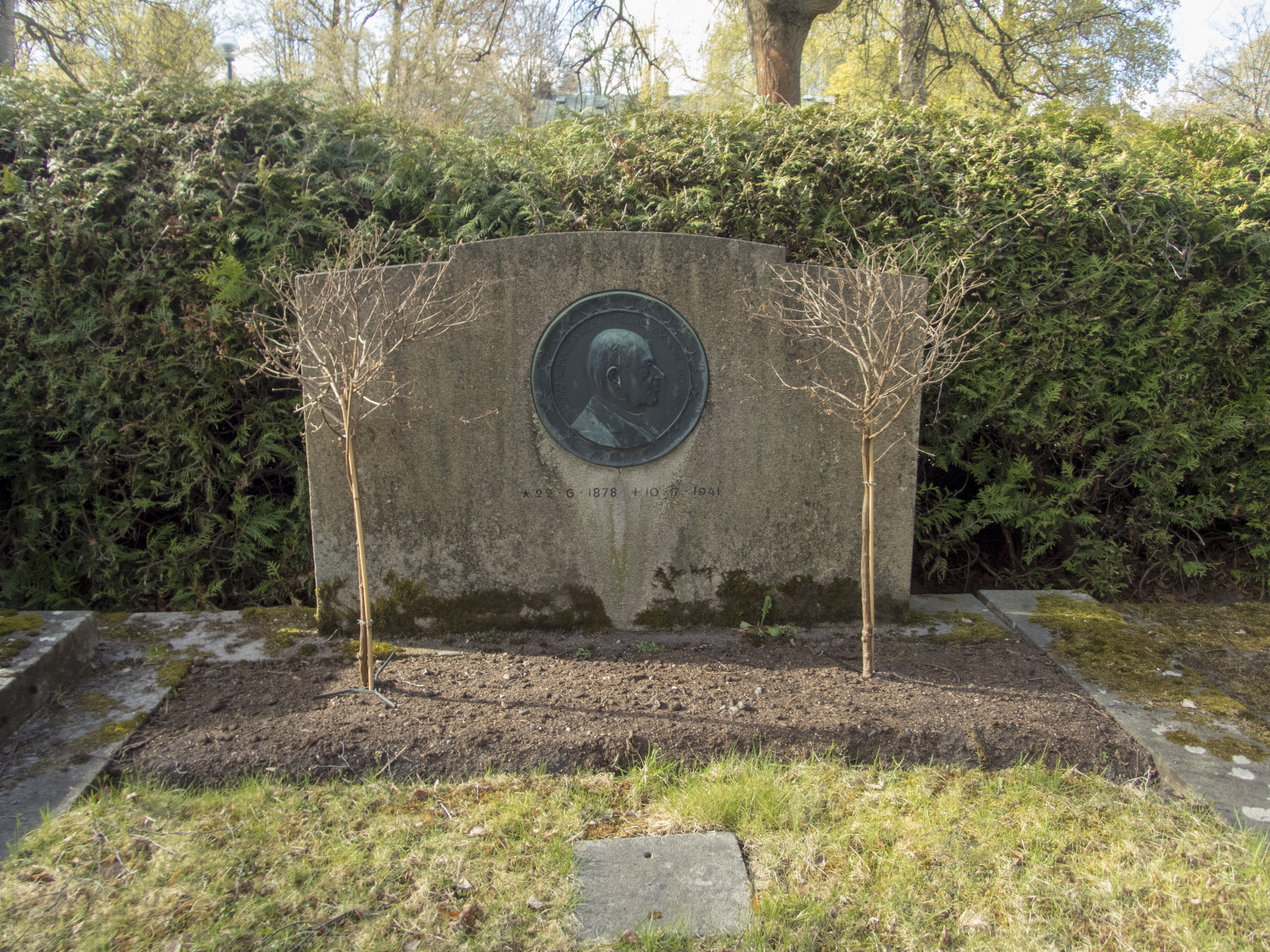
Helge Axelsson Johnsons gravvård på Solna kyrkogård.

Axelsson Johnson blev känd som en stor konstvän och samlade på slottet verk av Anders Zorn, Bruno Liljefors, Carl Eldh, med flera framstående konstnärer. Hans samling betraktades till sist som en av de fem främsta i Sverige. I anslutning till gården grundade han en lantbruksskola och anlade en vidsträckt jaktpark. Bland gästerna i parken återfanns ofta även kung Gustaf V, vilken som tack 1922 utnämnde Helge till hovjägmästare.
Helge Ax:son Johnson planterade in kanadagäss till sin fågelanläggning på Berga i Södermanland 1927 – samma år som Bengt Berg planterade i arten till sin fågelanläggning i Småland. Detta var de två första inplanteringsförsöken av kanadagås i Sverige under 1900-talet. Ax:son Johnson gäss genomförde lyckade häckningar 1932 och 1933.
Helge Axelsson Johnson efterlämnade veterligt inga barn då han dog ogift 1941. I enlighet med hans testamente såldes hela hans egendom och mestparten, förutom några legat till olika välgörenhetsändamål, bildade grundplåten till Helge Ax:son Johnsons stiftelse. Den delar fortfarande årligen ut betydande summor till kulturella ändamål.
Hela lantegendomen köptes 1944 in av svenska staten. På Berga gård verkar fortfarande Berga naturbruksgymnasium och i och omkring slottet grundades Berga örlogsskolor. Örlogsskolan har sedermera bytt form och flyttat bort, men stället är ännu i svenska marinens bruk.